# WNYW (ondes courtes)
 (octobre 2012).
Ne pas confondre avec la station de télévision américaine WNYW.

WNYW, appelée aussi Radio New York Worldwide, était une station de radio américaine en ondes courtes diffusant depuis Scituate, dans l'État du Massachusetts, jusqu'au 20 octobre 1973, date à laquelle le groupe Family Stations l'acquiert et change son nom en WYFR.

## Histoire
En 1931 Walter Lemmon, un inventeur radio lance une station de radio en ondes courtes expérimentale nommée W1XAL à Boston. En 1935 elle commence de transmettre des programmes culturels, éducatifs et commerciaux.
Le 7 septembre 1939, quatre jours après la déclaration de guerre de la France et du Royaume-Uni à l'Allemagne, la FCC change le sigle de la radio en WRUL. Elle est alors au service du British Security Coordination, situé à New York. WRUL iginfi World Radio University Listeners.
De 1939 à 1942 les émissions sont diffusées vers l'Europe et l'Amérique du Sud en 8 langues, ainsi qu'aux États-Unis grâce à un réseau informel de 300 stations, y compris WNYC à New-York. Tout comme les autres stations américaines en ondes courtes, le gouvernement américain obtient de WRUL un accord de location en novembre 1942 pour accroître la diffusion de propagande. En 1947 WRUL est autorisée à reprendre partiellement une programmation indépendante, et devient totalement indépendante du gouvernement en 1954. En 1960 elle est vendue à Metromedia. 
En juin 1962 WRUL est vendue par l'Intemational Educational Broadcasting Corporation (actuellement Bonneville International), propriété de l'Église de Jésus-Christ des saints des derniers jours. La station commence en utilisant le slogan "Radio New York Worldwide" et se lance dans un format adulte contemporain avec des bulletins d'information d'ABC Radio et de CBS Radio, ainsi que de sa station-sœur, WRFM(aujourd'hui WWPR-FM). Une rumeur a circulé selon laquelle la station était contrôlée par la CIA pour diffuser de la propagande anti-communiste. Le 1er juin 1966 WRUL change son nom en WNYW, signifiant New York Worldwide